# یرستنس
یرستنس (به آلمانی: Jerzens) یک شهر در اتریش است که در ناحیه ایمست واقع شده‌است. یرستنس ۳۰٫۴ کیلومتر مربع مساحت دارد ۱٬۱۰۷ متر بالاتر از سطح دریا واقع شده‌است.